# 伊根 (南达科他州)
伊根（英語：Egan）是美国南达科他州下属的一座城市。根据2010年美国人口普查，该市有人口277人。论人口在本州排行第159。